# 両国橋南商店街

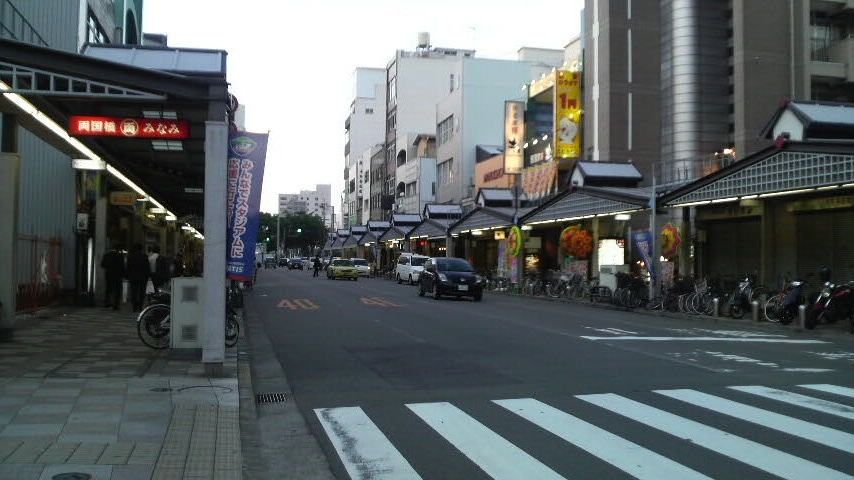
両国橋南商店街

両国橋南商店街（りょうごくばしみなみしょうてんがい）は、徳島県徳島市にある商店街。吉野川の支流である新町川中流部に架かる両国橋の南岸に位置し北岸には両国本町商店街がある。

## 概要
徳島市中心地の飲み屋街である秋田町・籠屋町に近く、飲食店から日用品店までが並ぶ。周辺にはしんまちボードウォークや新町川水際公園等、若者で賑わうスポットが多くあり、特に阿波踊り期間中は自由演舞場となるため最も賑わう時期となる。銀座商店街と隣接している。

## 主な店舗
2009年10月現在の店舗一覧。
- ワークショップ アサヒ
- サントリー アーネストバー
- 天然地魚専門 お魚センターはっとり
- いづみ
- カマタ歯科クリニック
- 沖野香露園
- インテリア おざき
- くじら
- ナイトスポット シンシア
- 中華そば専門店 阿波屋本店
- 喫茶 びざん
- まるざ萬葉の雫
- インテリア&MARUSHO
- 焼肉処 なかむら
- 有限会社 大丸食品
- 花の店 マーガレット

## 周辺の主な施設
- 東新町商店街
- しんまちボードウォーク
- 新町川水際公園